# Mesterholdenes Europa Cup i håndbold 1991-92 (mænd)
Mesterholdenes Europa Cup i håndbold 1991–92 for mænd var den 32. udgave af Mesterholdenes Europa Cup i håndbold for mænd. Turneringen havde deltagelse af 25 klubhold, som sæsonen forinden var blevet nationale mestre, herunder RK Zagreb, som sæsonen forinden havde vundet det sidste jugoslaviske mesterskab i håndbold, og som derfor repræsenterede Jugoslavien i turneringen, selvom Kroatien i mellemtiden havde erklæret sig selvstændigt, samt de spanske sølvvindere fra GD TEKA Santander, eftersom det spanske mesterhold, FC Barcelona, i forvejen var kvalificeret til turneringen som forsvarende mester. Den blev afviklet som en cupturnering, hvor opgørene blev afgjort over to kampe (ude og hjemme).
Turneringen blev vundet af RK Zagreb, som i finalen over to kampe besejrede GD TEKA Santander fra Spanien med 50-38. Det var første gang, at RK Zagreb vandt Mesterholdenes Europa Cup.
Danmarks repræsentant i turneringen var Kolding IF, som blev slået ud i semifinalen af de senere mestre fra RK Zagreb, som vandt med 46-43 over to kampe. Det var det bedste danske resultat i Mesterholdenes Europa Cup i håndbold, siden Helsingør IF i sæsonen 1981-82 ligeledes nåede semifinalen.

## Resultater

### 1/16-finaler
| Dato   | Dato   | Hjemmehold i 1. kamp     | Udehold i 1. kamp       | Resultat | Resultat | Resultat |
| 1.kamp | 2.kamp | Hjemmehold i 1. kamp     | Udehold i 1. kamp       | Samlet   | 1.kamp   | 2.kamp   |
| ------ | ------ | ------------------------ | ----------------------- | -------- | -------- | -------- |
| 29.9.  | 6.10.  | CSKA Sofia               | Dukla Liberec           | 42–49    | 26-21    | 16-28    |
| ?      | ?      | Grasshopper-Club Zürich  | HC Inter Herstal        | ?–?      | ?-?      | 19-19    |
| ?      | ?      | BK-46                    | Kolding IF              | 41–46    | 23-21    | 18-25    |
| 29.9.  | 6.10.  | HV Haka E&O              | USAM Nîmes              | 41–49    | 20-24    | 21-25    |
| 26.9.  | 6.10.  | AS Politehnica Timişoara | AS Filippos Verias      | 52–48    | 25-20    | 27-28    |
| ?      | ?      | Hapoel Rishon LeZion     | HC Red Boys Differdange | 53–37    | 29-16    | 24-21    |
| 5.10.  | 6.10.  | HK Drott Halmstad        | KF Valur                | 55–51    | 27-24    | 28-27    |
| ?      | ?      | VfL Gummersbach          | SSV Forst Brixen        | 47–36    | 26-18    | 21-18    |
| ?      | ?      | SPE Strovolu             | Budapesti Elektromos    | ?–?      | ?-?      | 17-33    |
| 28.9.  | 5.10.  | Académico BC             | GD TEKA Santander       | 37–42    | 20-15    | 17-27    |

### 1/8-finaler
| Dato   | Dato   | Hjemmehold i 1. kamp     | Udehold i 1. kamp       | Resultat | Resultat | Resultat |
| 1.kamp | 2.kamp | Hjemmehold i 1. kamp     | Udehold i 1. kamp       | Samlet   | 1.kamp   | 2.kamp   |
| ------ | ------ | ------------------------ | ----------------------- | -------- | -------- | -------- |
| ?      | ?      | RK Zagreb                | Dukla Liberec           | 54–48    | 29-17    | 25-31    |
| ?      | ?      | Sandefjord HK            | SKIF Krasnodar          | 46–49    | 24-20    | 22-29    |
| ?      | ?      | Kolding IF               | Grasshopper-Club Zürich | 46–46    | 23-17    | 23-29    |
| ?      | ?      | AS Politehnica Timişoara | USAM Nîmes              | 32–41    | 17-18    | 15-23    |
| ?      | ?      | KF Valur                 | Hapoel Rishon LeZion    | 52–48    | 25-20    | 27-28    |
| 2.11.  | 10.11. | UHK Volksbank Wien       | FC Barcelona            | 37–55    | 19-24    | 18-31    |
| ?      | 10.11. | VfL Gummersbach          | Budapesti Elektromos    | 36–39    | 21-15    | 15-24    |
| 2.11.  | 10.11. | Eti Biskuits Eskisehir   | GD TEKA Santander       | 47–60    | 30-28    | 17-32    |

### Kvartfinaler
| Dato   | Dato   | Hjemmehold i 1. kamp | Udehold i 1. kamp    | Resultat | Resultat | Resultat |
| 1.kamp | 2.kamp | Hjemmehold i 1. kamp | Udehold i 1. kamp    | Samlet   | 1.kamp   | 2.kamp   |
| ------ | ------ | -------------------- | -------------------- | -------- | -------- | -------- |
| ?      | ?      | RK Zagreb            | SKIF Krasnodar       | 50–44    | 29-24    | 21-20    |
| ?      | ?      | Kolding IF           | USAM Nîmes           | 49–46    | 25-23    | 24-23    |
| ?      | 16.12. | KF Valur             | FC Barcelona         | 34–50    | 19-23    | 15-27    |
| ?      | ?      | GD TEKA Santander    | Budapesti Elektromos | 58–42    | 30-18    | 28-24    |

### Semifinaler
| Dato   | Dato   | Hjemmehold i 1. kamp | Udehold i 1. kamp | Resultat | Resultat | Resultat |
| 1.kamp | 2.kamp | Hjemmehold i 1. kamp | Udehold i 1. kamp | Samlet   | 1.kamp   | 2.kamp   |
| ------ | ------ | -------------------- | ----------------- | -------- | -------- | -------- |
| 11.4.  | ?      | RK Zagreb            | Kolding IF        | 46–43    | 26-17    | 20-26    |
| 10.4.  | 18.4.  | GD TEKA Santander    | FC Barcelona      | 38–37    | 14-14    | 24-23    |

### Finale
| Dato   | Dato   | Hjemmehold i 1. kamp | Udehold i 1. kamp | Resultat | Resultat | Resultat |
| 1.kamp | 2.kamp | Hjemmehold i 1. kamp | Udehold i 1. kamp | Samlet   | 1.kamp   | 2.kamp   |
| ------ | ------ | -------------------- | ----------------- | -------- | -------- | -------- |
| 2.5.   | 15.5.  | RK Zagreb            | GD TEKA Santander | 50–38    | 22-20    | 28-18    |